# Gabinete presidencial de Barack Obama
Após sua posse, Barack Obama trabalhou junto ao Senado para confirmar suas nomeações ao gabinete presidencial. Três cargos administrativos do gabinete não exigiram confirmação pelo Senado: Vice-presidente Joe Biden, que Obama nomeou como membro de sua chapa eleitoral na Convenção Democrata de 2008; o Chefe de Gabinete Rahm Emanuel; e o Secretário de Defesa Robert Gates, que Obama manteve da Administração anterior. Obama descreveu seu gabinete como "uma equipe de rivais", tendo nomeado políticos proeminentes para liderar os departamentos de governo, incluindo a antiga concorrente eleitoral Hillary Clinton como Secretária de Estado. Obama indicou inúmeros secretários da Administração Clinton, que retornaram a Casa Branca depois de quase uma década. A maioria dos nomeados foi confirmada ao fim de janeiro, incluindo Ray Lahood, um dos dois republicanos a servir no primeiro mandato de Obama. Eric Holder e Hilda Solis foram confirmados em fevereiro, e Ron Kirk foi confirmado em março. Gary Locke foi confirmado como Secretário de Comércio em 26 de março, após Bill Richardson e Judd Gregg retirarem seus nomes de cogitação.

## Membros do Gabinete

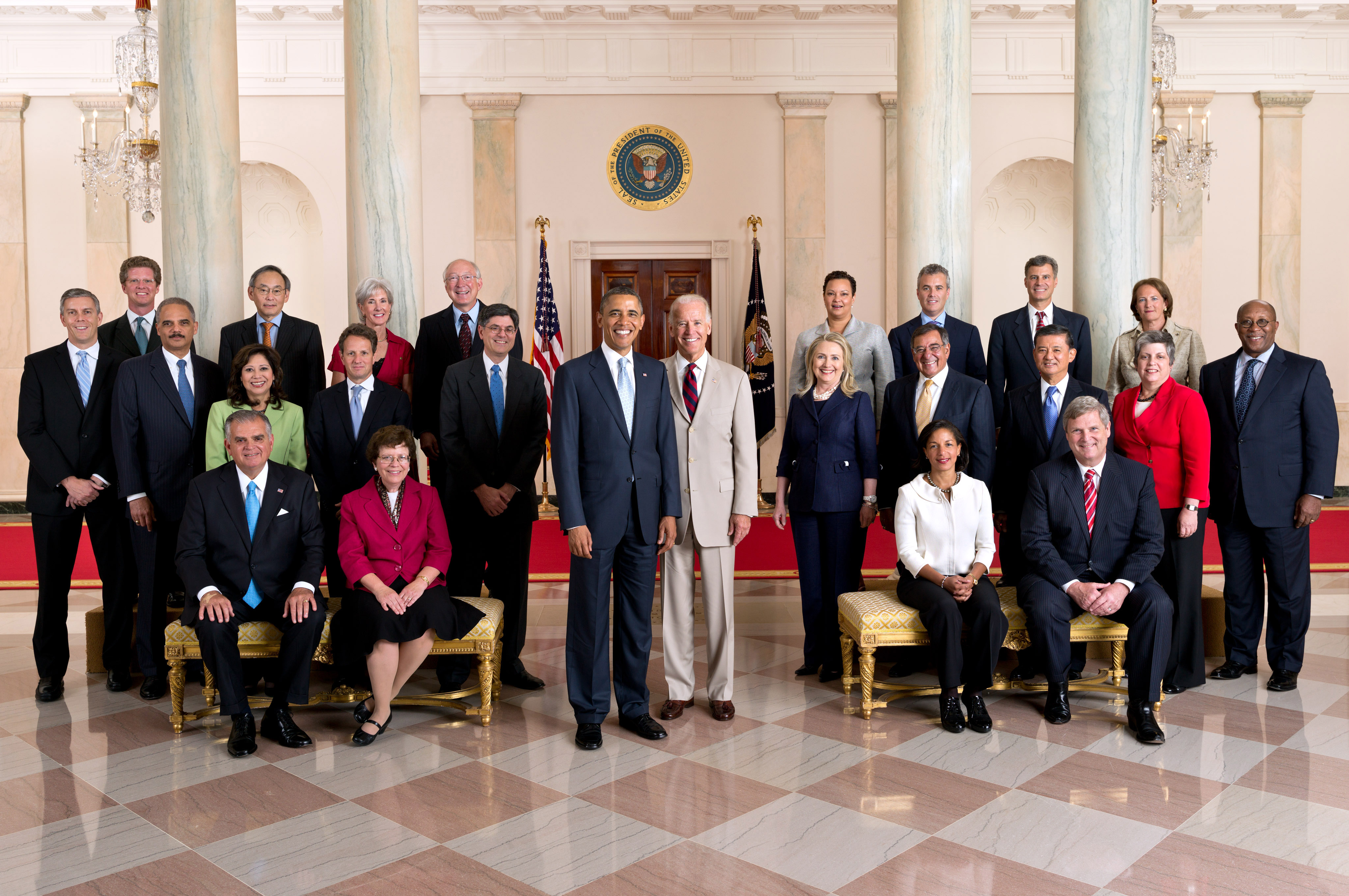
Presidente Barack Obama e Vice-presidente Joe Biden junto a Gabinete Presidencial. Casa Branca, 2012.

| Cargo                                               | Cargo                                  | Secretário(a)  | Secretário(a)     | Partido     | Mandato     |
| --------------------------------------------------- | -------------------------------------- | -------------- | ----------------- | ----------- | ----------- |
| Presidente: Barack Obama Vice-presidente: Joe Biden |                                        |                |                   |             |             |
|                                                     | Secretário de Estado                   |                | Hillary Clinton   | Democrata   | 2009 - 2013 |
|                                                     | Secretário de Estado                   | John Kerry     | Democrata         | 2013 - 2017 |             |
|                                                     | Secretário do Tesouro                  |                | Timothy Geithner  | Democrata   | 2009 - 2013 |
|                                                     | Secretário do Tesouro                  | Jacob Lew      | Democrata         | 2013 - 2017 |             |
|                                                     | Secretário de Defesa                   |                | Robert Gates      | Republicano | 2009 - 2011 |
|                                                     | Secretário de Defesa                   | Leon Panetta   | Democrata         | 2011 - 2013 |             |
|                                                     | Secretário de Defesa                   | Chuck Hagel    | Republicano       | 2013 - 2015 |             |
|                                                     | Secretário de Defesa                   | Ashton Carter  | Democrata         | 2015 - 2017 |             |
|                                                     | Procurador-Geral                       |                | Eric Holder       | Democrata   | 2009 - 2015 |
|                                                     | Procurador-Geral                       | Loretta Lynch  | Democrata         | 2015 - 2017 |             |
|                                                     | Secretário do Interior                 |                | Ken Salazar       | Democrata   | 2009 - 2013 |
|                                                     | Secretário do Interior                 | Sally Jewell   | Democrata         | 2013 - 2017 |             |
|                                                     | Secretário de Agricultura              |                | Tom Vilsack       | Democrata   | 2009 - 2017 |
|                                                     | Secretário de Comércio                 |                | Gary Locke        | Democrata   | 2009 - 2011 |
|                                                     | Secretário de Comércio                 | John Bryson    | Democrata         | 2011 - 2012 |             |
|                                                     | Secretário de Comércio                 | Penny Pritzker | Democrata         | 2013 - 2017 |             |
|                                                     | Secretário do Trabalho                 |                | Hilda Solis       | Democrata   | 2009 - 2013 |
|                                                     | Secretário do Trabalho                 | Thomas Perez   | Democrata         | 2013 - 2017 |             |
|                                                     | Secretário de Saúde e Serviços Humanos |                | Kathleen Sebelius | Democrata   | 2009 - 2014 |
|                                                     | Secretário de Saúde e Serviços Humanos | Sylvia Burwell | Democrata         | 2014 - 2017 |             |
|                                                     | Secretário de Educação                 |                | Arne Duncan       | Democrata   | 2009 - 2016 |
|                                                     | Secretário de Educação                 | John King      | Democrata         | 2016 - 2017 |             |